# 1988-as Formula–1 brit nagydíj
Az 1988-as Formula–1 világbajnokság nyolcadik futama a brit nagydíj volt.

## Futam
Silverstone-ban meglepetésre a két Ferrari szerezte meg az első sort, a másodikban a McLarenek foglaltak helyet: Bergeré lett a pole Alboreto, Senna és Prost előtt. A verseny napján esett, Senna gyorsan megelőzte Alboretót, majd a 14. körben a vezető Bergert is, így győzött a versenyen. Végül egyik Ferrari sem szerzett pontot, Prost pedig autója nehéz kezelhetősége miatt kiállt. Nigel Mansell a 11. pozícióból indulva a 2. helyre jött fel gyenge, szívómotoros Williamsével. Alessandro Nannini (Benetton-Ford) harmadik, Maurício Gugelmin (March-Judd) negyedik lett.
| Helyezés | #  | Versenyző          | Csapat/Motor    | Futott körök | Idő/Kiesés oka      | Rajthely | Pontszám |
| -------- | -- | ------------------ | --------------- | ------------ | ------------------- | -------- | -------- |
| 1        | 12 | Ayrton Senna       | McLaren-Honda   | 65           | 1:33:16,367         | 3        | 9        |
| 2        | 5  | Nigel Mansell      | Williams-Judd   | 65           | + 23,344            | 11       | 6        |
| 3        | 19 | Alessandro Nannini | Benetton-Ford   | 65           | + 51,214            | 8        | 4        |
| 4        | 15 | Maurício Gugelmin  | March-Judd      | 65           | + 1:11,378          | 5        | 3        |
| 5        | 1  | Nelson Piquet      | Lotus-Honda     | 65           | + 1:20,835          | 7        | 2        |
| 6        | 17 | Derek Warwick      | Arrows-Megatron | 64           | + 1 kör             | 9        | 1        |
| 7        | 18 | Eddie Cheever      | Arrows-Megatron | 64           | + 1 kör             | 13       |          |
| 8        | 6  | Riccardo Patrese   | Williams-Judd   | 64           | + 1 kör             | 15       |          |
| 9        | 28 | Gerhard Berger     | Ferrari         | 64           | + 1 kör             | 1        |          |
| 10       | 2  | Nakadzsima Szatoru | Lotus-Honda     | 64           | + 1 kör             | 10       |          |
| 11       | 36 | Alex Caffi         | Dallara-Ford    | 64           | + 1 kör             | 21       |          |
| 12       | 33 | Stefano Modena     | Euro Brun-Ford  | 64           | + 1 kör             | 20       |          |
| 13       | 29 | Yannick Dalmas     | Larrousse-Ford  | 63           | + 2 kör             | 23       |          |
| 14       | 30 | Philippe Alliot    | Larrousse-Ford  | 63           | + 2 kör             | 22       |          |
| 15       | 23 | Pierluigi Martini  | Minardi-Ford    | 63           | + 2 kör             | 19       |          |
| 16       | 4  | Julian Bailey      | Tyrrell-Ford    | 63           | + 2 kör             | 24       |          |
| 17       | 27 | Michele Alboreto   | Ferrari         | 62           | Kifogyott üzemanyag | 2        |          |
| 18       | 25 | René Arnoux        | Ligier-Judd     | 62           | + 3 kör             | 25       |          |
| 19       | 21 | Nicola Larini      | Osella          | 60           | Kifogyott üzemanyag | 26       |          |
| Kiesett  | 20 | Thierry Boutsen    | Benetton-Ford   | 38           | Erőátvitel          | 12       |          |
| Kiesett  | 16 | Ivan Capelli       | March-Judd      | 34           | Generátor           | 6        |          |
| Kiesett  | 11 | Alain Prost        | McLaren-Honda   | 24           | Meghajtás           | 4        |          |
| Kiesett  | 3  | Jonathan Palmer    | Tyrrell-Ford    | 14           | Motorhiba           | 17       |          |
| Kiesett  | 22 | Andrea de Cesaris  | Rial-Ford       | 9            | Kuplung             | 14       |          |
| Kiesett  | 14 | Philippe Streiff   | AGS-Ford        | 8            | Szárnytörés         | 16       |          |
| Kiesett  | 24 | Luis Perez-Sala    | Minardi-Ford    | 0            | Felfüggesztés       | 18       |          |
| NK       | 32 | Oscar Larrauri     | Euro Brun-Ford  |              |                     |          |          |
| NK       | 9  | Piercarlo Ghinzani | Zakspeed        |              |                     |          |          |
| NK       | 26 | Stefan Johansson   | Ligier-Judd     |              |                     |          |          |
| NK       | 10 | Bernd Schneider    | Zakspeed        |              |                     |          |          |
| NeK      | 31 | Gabriele Tarquini  | Coloni-Ford     |              |                     |          |          |

## Statisztikák
Vezető helyen:
- Gerhard Berger: 13 (1-13)
- Ayrton Senna: 52 (14-65)

Ayrton Senna 10. győzelme, Gerhard Berger 4. pole-pozíciója, Nigel Mansell 10. leggyorsabb köre.
- McLaren 63. győzelme.